# Cary Elwes
Ivan Simon Cary Elwes (IPA: ˈɛlwɪs; Westminster, London, 1962. október 26.) angol színész, író.
Ismertebb szerepeit a Robin Hood, a fuszeklik fejedelme (1993) című vígjátékban és a Fűrész-filmekben alakította. Emellett feltűnt a Nagy durranás (1991), a Drakula (1992) és a Maugli, a dzsungel fia (1994) című művekben is. Olyan tévésorozatokban szerepelt, mint az X-akták és a Psych – Dilis detektívek, emellett a Stranger Things harmadik évadjában is játszott.

## Élete és pályafutása
Ivan Simon Cary Elwes néven született Westminsterben. Dominic Elwes festő három fia közül a legfiatalabb. Damian Elwes és Cassian Elwes, illetve Milica Kastner testvére. Mostohaapja, Elliott Kastner amerikai filmproducer volt. Ő volt az első amerikai, aki független filmet készített az Egyesült Királyságban. Apai nagyapja Simon Elwes festő volt, akinek apja Gervase Elwes diplomata és énekes (tenor) volt. Angol, ír, skót, horvát-zsidó és szerb felmenőkkel rendelkezik.
Egyik rokona John Elwes politikus.
Római katolikus hitben nevelkedett.
Négy éves korában elváltak a szülei. 13 éves volt, amikor édesapja 1975-ben öngyilkos lett. A Harrow School és a London Academy of Music and Dramatic Art tanulója volt. 1981-ben Bronxville-be (New York, USA) költözött, hogy a Sarah Lawrence College-en folytassa tanulmányait. Miközben itt élt, színészetet tanult az Actors Studionál és a Lee Strasberg Theatre and Film Institute-nál is.
Első filmes szerepe Marek Kanievska "Another Country" (1984) című filmjében volt, ahol egy homoszexuális diákot alakított.

## Magánélete
1991-ben ismerkedett meg Lisa Marie Kurbikoff fényképésszel Malibuban. 1997-ben eljegyezték egymást, majd 2000-ben összeházasodtak. Egy lányuk született.
2021 márciusában közösségi oldalain megosztotta a hírt, hogy nővére, Milica elhunyt, miután egy évig küzdött a rákkal.
Demokrata. Ismertnek számít Ted Cruz szenátorral való viszályáról is.

## Filmográfia
- Egy másik ország (1984)
- Frankenstein menyasszonya (1985)
- A herceg menyasszonya (1987)
- Kedden soha (1988)
- Az 54. hadtest (1989)
- Mint a villám (1990)
- Nagy durranás (1991)
- Az éjszaka mélyén (1991)
- Porco Rosso – A mesterpilóta (1992)
- Drakula (1992)
- Szerencsétlen baleset (1993)
- Robin Hood, a fuszeklik fejedelme (1993)
- A hajsza (1994)
- Karmok harca (1994)
- Maugli, a dzsungel fia (1994)
- A könyvek hercege (1995)
- Twister (1996)
- Hanta boy (1997)
- A besúgó (1997)
- A gyűjtő (1997)
- Hullagyártó harckocsi (1998)
- A végtelen szerelmesei – Az Apolló-program (1998)
- Bunkó és a Vész (1998)
- A bűvös kard – Camelot nyomában (1998)
- Herkules (1998)
- Végtelen határok (1999)
- Broadway 39. utca (1999)
- A vámpír árnyéka (2000)
- Hajsza az idővel (2000)
- Pénzeszsák (2001)
- Lázadás (2001)
- X-akták (2001-2002)
- Macskák királysága (2002)
- Képregényhős (2002)
- Fűrész (2004)
- Elátkozott Ella (2004)
- Egy sorozatgyilkos elméje (2004)
- II. János Pál – A béke pápája (2005)
- Hullócsillag (2006)
- Esküdt ellenségek: Különleges ügyosztály (2007)
- Anya, lánya, unokája (2007)
- Az ábécés gyilkos (2008)
- A padláson (2009)
- Karácsonyi ének (2009)
- Psych – Dilis detektívek (2009-2014)
- Ki hal a végén? (2010)
- Fájó emlékek (2010)
- Fűrész 3D (2010)
- Szellemtanú (2011)
- Csak szexre kellesz (2011)
- Tintin kalandjai (2011)
- Szilveszter éjjel (2011)
- Wonder Woman (2011)
- Lépéselőnyben (2012)
- Észlelés (2012)
- Luke története (2012)
- Anna Nicole – Egy playmate története (2013)
- Az Igazság Ligája: A Villám-paradoxon (2013)
- A túlon túl (2014)
- Kozmosz: Történetek a világegyetemről (2014)
- Rossz kisfiú (2014)
- Érj el! (2014)
- Family Guy (2014-2021)
- Szófia hercegnő (2015-2016)
- Családom, darabokban (2016-2017)
- A munka hősei (2017)
- Búcsú Greenéktől (2017)
- Csizmás, a kandúr kalandjai (2018)
- Milliárdos fiúk klubja (2018)
- A káprázatos Mrs. Maisel (2019)
- Fekete karácsony (2019)
- Gonosz csoda (2021)
- Best Sellers: Hogyan készítsünk bestsellert (2021)
- A karácsonyi kastély (2021)
- Titánok (2022)
- Fortune hadművelet – A nagy átverés (2023)
- Mission: Impossible – Leszámolás (2023)
- Mission: Impossible  – A végső leszámolás (2025)